# Gábor Szabó
Gábor Szabó (Budapest, 8 de marzo de 1936 - Budapest, 26 de febrero de 1982), guitarrista húngaro especializado en la fusión de la música folclórica húngara con el jazz.
Szabó comenzó a tocar la guitarra a los catorce años tocando en clubes nocturnos y participando en jam sessions mientras vivió en Budapest. A los 20 años, escapó de su país al producirse la invasión soviética y se marchó a Estados Unidos, radicándose en California junto con su familia.
Estudió en el Berklee College of Music de Boston, Massachusetts, (1958-60) y en 1961 se unió al innovador quinteto de Chico Hamilton que contaba con Charles Lloyd entre sus músicos. Inspirado por Hamilton, Szabo desarrolló un sonido más distintivo.
Szabo abandonó el grupo de Hamilton en 1965 para aproximarse al pop-jazz en el quinteto de Gary McFarland y en el vanguardista cuarteto de Charles Lloyd que contaba con Ron Carter y Tony Williams.
Szabó inició su carrera como solista en 1966, grabando uno de sus mejores discos, Spellbinder, con temas como "Gypsy Queen", la canción que Santana convertiría en un gran éxito en su disco Abraxas (1970). Formó luego un quinteto innovador (1967-69) con la colaboración del guitarrista Jimmy Stewart y grabó varios discos notables a finales de los sesenta. La aparición de la música rock (especialmente, George Harrison, Eric Clapton y Jimi Hendrix) llevó a Szabó a experimentar exitosamente con la fusión, aunque también tomó en ocasiones una dirección comercial menos exitosa. A lo largo de los setenta, Szabó trabajó por la costa oeste, hipnotizando a las audiencias con su estilo. Pero, al tiempo, se decantó por un tono más comercial, a pesar de que grabaciones como Mizrab se revelaron como éxitos de la fusión del jazz con el pop, la música gitana, india y asiática.

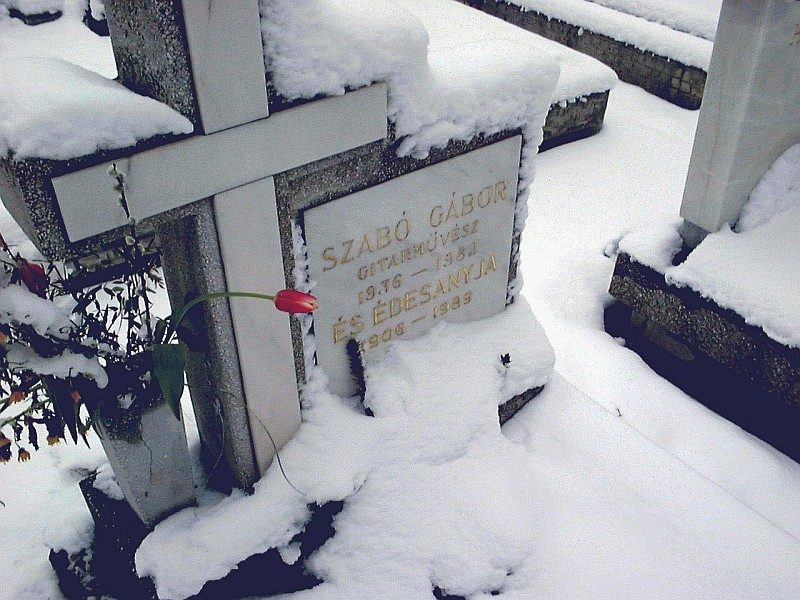
Tumba de Szabó. Budapest.

Szabó visitó Hungría en varias ocasiones durante los setenta, pudiendo tocar exitosamente con varios músicos autóctonos. Fue hospitalizado durante su última visita y murió en 1982.

## Discografía
- 1965: "Gypsy '66" (Universal International)
- 1966: Spellbinder (Impulse!)
- 1966: "Jazz Raga" (Impulse!)
- 1967: The Sorcerer (GPR Impulse!)
- 1967: More Sorcery (Impulse!)
- 1968: "Bacchanal" (Skye Records)
- 1969: "Dreams" (Skye Records)
- 1969: "Gabor Szabo 69" (Skye Records)
- 1970: High Contrasts (Blue Thumb)
- 1970: "Lena & Gabor" (Skye Records)
- 1971: "Magical Connection" (Blue Thumb Records)
- 1972: Small World (Four Leaf Clover)
- 1973: "Mizrab" (CTI Records)
- 1973: "Rambler" (CTI Records)
- 1975: "Macho" (Salvation Records)
- 1976: "Nightflight" (Mercury)
- 1977: "Faces" (Mercury)
- 1978: "Femme fatale" (Pepita)
- 1978: Belsta River (Four Leaf Clover)
- 1990: "The Szabo equation" (Compilation DCC Jazz)